# Campeonato Catarinense de Futebol de 2013 - Divisão Especial
A Divisão Especial do Campeonato Catarinense de Futebol de 2013 será a 27ª edição da Segundona do Catarinense, e contará com a participação de 10 equipes neste ano, sendo realizada entre os dias 26 de maio e 5 de outubro.
A primeira partida da final, disputada no Estádio da Baixada em Ibirama devido a perda do mando de campo por parte da equipe do Brusque, terminou empatada em 0 a 0. No segundo jogo houve um novo empate, 1 a 1 no Estádio Doutor Hercílio Luz em Itajaí e o Marcílio ficou com o título, por ter tido melhor campanha na fase anterior (Quadrangular).

## Regulamento
O campeonato foi dividido em quatro fases distintas:
- Turno: As 10 equipes jogam entre si todas contra todas apenas em partidas de ida. O clube que apresentar a maior pontuação ao final de 9 rodadas será declarado Campeão do Turno e se classificará ao Quadrangular somando 1 ponto extra para esta fase.
- Returno: Idêntico ao Turno, mas com os jogos de volta. Caso o campeão do Turno seja o mesmo do Returno, essa equipe será bonificada com 2 pontos extras no quadrangular.

- Quadrangular: Juntam-se aos campeões dos dois turnos iniciais, as duas equipes com as maiores pontuações na soma das duas fases anteriores. Se o campeão do Turno for o mesmo do Returno, o clube com a terceira maior pontuação se classificará. Nessa fase os quatro classificados jogam todos contra todos, no sistema de pontos corridos. As duas equipes que mais pontuarem nessa fase, serão classificadas para a Final do Campeonato. Os campeões do Turno e Returno iniciam esta fase com 1 ponto de bonificação.
- Final: Nesta fase os dois clubes jogam em partidas de ida e volta e aquele que apresentar mais pontos na fase final, levando-se em consideração o saldo de gols, será declarado Campeão Catarinense da Divisão Especial de 2013, se houver empate de pontos e gols, o segundo jogo terá uma prorrogação de 30 minutos com o placar zerado e se esta não resolver, o mandante do segundo jogo (aquele que apresentou maior pontuação nas 3 fases anteriores) será considerado vencedor.[1][2][3][7]

Observação: Ao início de cada fase, a pontuação de todas as equipes é zerada, a exceção se dá no Quadrangular, visto que os vencedores de cada turno iniciam esse período com um ponto (se o campeão do turno foi o mesmo do returno, este inicia com 2 pontos).
Classificação Final
A Classificação será definida conforme as fases. O Campeão será o vencedor da Final e o Vice-Campeão o perdedor da mesma. O terceiro e o quarto colocado serão, respectivamente, o terceiro e o quarto colocado do Quadrangular. As colocações seguintes serão definidas de acordo com a pontuação nas duas fases iniciais.
O campeão estará classificado para a Divisão Principal de 2014. O último colocado será rebaixado para a Divisão de Acesso de 2014 (equivalente a terceira divisão de Santa Catarina).
Critérios de desempate
Caso haja empate de pontos entre dois clubes, os critérios de desempates serão aplicados na seguinte ordem:
1. Número de vitórias;
2. Saldo de gols;
3. Gols marcados;
4. Confronto direto;
5. Número de cartoes vermelhos;
6. Número de cartoes amarelos;
7. Sorteio.

## Equipes Participantes
| Equipe           | Município   | Em 2012                 | Estádio                            | Capacidade | Títulos     |
| ---------------- | ----------- | ----------------------- | ---------------------------------- | ---------- | ----------- |
| Atlético Tubarão | Tubarão     | 4º                      | Estádio Domingos Silveira Gonzales | 3.500      | ---         |
| Canoinhas        | Canoinhas   | ---*                    | Estádio Ditão                      | 5.000      | ---         |
| Brusque          | Brusque     | 9º (Divisão Principal)  | Augusto Bauer                      | 5.000      | 1997 e 2008 |
| Caçador          | Caçador     | 1º (Divisão de Acesso)  | Carlos Alberto da Costa Neves      | 6.500      | ---         |
| Concórdia        | Concórdia   | 3º                      | Domingos Machado de Lima           | 5.000      | 1991        |
| Hercílio Luz     | Tubarão     | 7º                      | Aníbal Costa                       | 15.000     | ---         |
| Imbituba         | Imbituba    | 5º                      | Emília Mendes Rodrigues            | 5.000      | 2009        |
| Marcílio Dias    | Itajaí      | 10º (Divisão Principal) | Hercílio Luz                       | 10.000     | 1999 e 2010 |
| Porto            | Porto União | 9º                      | Municipal Antiocho Pereira         | 4.087      | ---         |
| XV de Indaial    | Indaial     | 8º                      | Gigante do Vale                    | 1.000      | ---         |

* O Canoinhas negociou a vaga do extinto Biguaçu na Divisão Especial de 2013.

## Turno
| 1 | Marcílio Dias    | 18  | 9 | 5 | 3 | 1 | 19 | 6  | +13 | 66,7  |
| 2 | Brusque          | 161 | 9 | 7 | 1 | 1 | 20 | 8  | +12 | 59,3  |
| 3 | Porto            | 15  | 9 | 4 | 3 | 2 | 14 | 10 | +4  | 55,6  |
| 4 | Atlético Tubarão | 14  | 9 | 4 | 2 | 3 | 14 | 10 | +4  | 51,8  |
| 5 | Caçador          | 14  | 9 | 4 | 2 | 4 | 15 | 12 | +3  | 51,8  |
| 6 | Imbituba         | 10  | 9 | 3 | 1 | 5 | 10 | 16 | -6  | 37,0  |
| 7 | Canoinhas        | 4   | 9 | 1 | 1 | 7 | 9  | 18 | -9  | 14,8  |
| 8 | XV de Indaial    | 2   | 9 | 0 | 2 | 7 | 5  | 27 | -22 | 7,4   |
| 9 | Hercílio Luz     | 11  | 9 | 3 | 2 | 4 | 12 | 14 | -2  | -3,7  |
| 10 | Concórdia        | 15  | 9 | 4 | 3 | 2 | 12 | 9  | +3  | -22,2 |
| PG - pontos ganhos; J - jogos; V - vitórias; E - empates; D - derrotas; GP - gols pró; GC - gols contra; SG - saldo de gols; AP - aproveitamento em porcentagem |                  |     |   |   |   |   |    |    |     |       |

|  |                   |
|  | Campeão do Turno. |

## Returno
| 1 | Atlético Tubarão | 19 | 9 | 6 | 1 | 2 | 22 | 11 | +11 | 70,4 |
| 2 | Marcílio Dias    | 18 | 9 | 6 | 0 | 3 | 16 | 8  | +8  | 66,7 |
| 3 | Concórdia        | 17 | 9 | 5 | 2 | 2 | 16 | 8  | +8  | 63,0 |
| 4 | Imbituba         | 17 | 9 | 5 | 2 | 2 | 14 | 7  | +7  | 63,0 |
| 5 | Brusque          | 17 | 9 | 5 | 2 | 2 | 11 | 4  | +7  | 63,0 |
| 6 | Caçador          | 12 | 9 | 3 | 3 | 3 | 10 | 10 | 0   | 44,4 |
| 7 | Canoinhas        | 11 | 9 | 3 | 2 | 4 | 9  | 10 | -1  | 40,7 |
| 8 | Hercílio Luz     | 10 | 9 | 3 | 1 | 5 | 8  | 15 | -7  | 37,0 |
| 9 | XV de Indaial    | 6  | 9 | 2 | 0 | 7 | 8  | 23 | -15 | 22,2 |
| 10 | Porto            | 1  | 9 | 0 | 1 | 8 | 6  | 24 | -18 | 3,7  |
| PG - pontos ganhos; J - jogos; V - vitórias; E - empates; D - derrotas; GP - gols pró; GC - gols contra; SG - saldo de gols; AP - aproveitamento em porcentagem |                  |    |   |   |   |   |    |    |     |      |

|  |                     |
|  | Campeão do Returno. |

## Confrontos
Para ler a tabela, a linha horizontal representa os jogos da equipe como mandante. A coluna vertical indica os jogos da equipe como visitante.
Jogos do Turno estão em vermelho e os jogos do Returno estão em azul.
|                  | ATT | BRU | CAÇ | CAN | CON | HER | IMB | MAR | POR | XVI |
| ---------------- | --- | --- | --- | --- | --- | --- | --- | --- | --- | --- |
| Atlético Tubarão | —   | 1-2 | 3-1 | 3-1 | 1-1 | 4-1 | 3-2 | 2-1 | 1-1 | 4-1 |
| Brusque          | 2-0 | —   | 1-2 | 0-0 | 0-0 | 2-0 | 1-0 | 2-2 | 2-0 | 3-0 |
| Caçador          | 2-2 | 1-3 | —   | 2-0 | 1-1 | 0-1 | 2-1 | 1-0 | 2-2 | 4-0 |
| Canoinhas        | 1-2 | 1-3 | 1-2 | —   | 1-2 | 1-2 | 1-0 | 2-2 | 2-1 | 5-1 |
| Concórdia        | 2-1 | 1-2 | 1-1 | 3-0 | —   | 1-0 | 3-0 | 1-3 | 6-1 | 1-0 |
| Hercílio Luz     | 2-1 | 2-4 | 2-1 | 0-0 | 1-3 | —   | 1-3 | 0-0 | 3-0 | 1-0 |
| Imbituba         | 0-1 | 1-0 | 1-1 | 2-1 | 2-0 | 2-1 | —   | 2-0 | 3-1 | 2-2 |
| Marcílio Dias    | 1-0 | 1-0 | 1-0 | 1-0 | 2-0 | 3-0 | 4-0 | —   | 0-1 | 5-2 |
| Porto            | 0-3 | 0-1 | 0-2 | 2-0 | 1-1 | 2-1 | 1-1 | 1-3 | —   | 4-0 |
| XV de Indaial    | 0-4 | 0-3 | 2-0 | 0-1 | 0-1 | 2-2 | 0-2 | 0-6 | 3-2 | —   |

| Vitória do mandante | Vitória do visitante | Empate |

## Classificação geral
| 1 | Marcílio Dias    | 36  | 18 | 11 | 3 | 4  | 35 | 14 | +21 | 66,7 |
| 2 | Brusque          | 33  | 18 | 12 | 3 | 3  | 31 | 12 | +19 | 61,1 |
| 3 | Atlético Tubarão | 33  | 18 | 10 | 3 | 5  | 36 | 21 | +15 | 61,1 |
| 4 | Imbituba         | 27  | 18 | 8  | 3 | 7  | 24 | 23 | +1  | 50,0 |
| 5 | Caçador          | 26  | 18 | 7  | 5 | 6  | 25 | 22 | +3  | 48,1 |
| 6 | Porto            | 16  | 18 | 4  | 4 | 10 | 20 | 34 | -14 | 29,6 |
| 7 | Canoinhas        | 15  | 18 | 4  | 3 | 11 | 18 | 28 | -10 | 27,8 |
| 8 | Concórdia        | 111 | 18 | 9  | 5 | 4  | 28 | 17 | +11 | 20,4 |
| 9 | Hercílio Luz     | 91  | 18 | 6  | 3 | 9  | 20 | 29 | -9  | 16,7 |
| 10 | XV de Indaial    | 8   | 18 | 2  | 2 | 14 | 13 | 50 | -37 | 14,8 |
| PG - pontos ganhos; J - jogos; V - vitórias; E - empates; D - derrotas; GP - gols pró; GC - gols contra; SG - saldo de gols; AP - aproveitamento em porcentagem |                  |     |    |    |   |    |    |    |     |      |

|  |                                                             |
|  | Classificado ao Quadrangular (campeão do Turno ou Returno). |
|  | Classificado ao Quadrangular por índice técnico.            |
|  | Rebaixado à Divisão de Acesso de 2014.                      |

## Desempenho por Rodada
Clubes que lideraram a classificação geral ao final de cada rodada:
| Rodadas | Rodadas | Rodadas | Rodadas | Rodadas | Rodadas | Rodadas | Rodadas | Rodadas | Rodadas | Rodadas | Rodadas | Rodadas | Rodadas | Rodadas | Rodadas | Rodadas | Rodadas |
| Turno   | Turno   | Turno   | Turno   | Turno   | Turno   | Turno   | Turno   | Turno   | Returno | Returno | Returno | Returno | Returno | Returno | Returno | Returno | Returno |
| ------- | ------- | ------- | ------- | ------- | ------- | ------- | ------- | ------- | ------- | ------- | ------- | ------- | ------- | ------- | ------- | ------- | ------- |
| 1       | 2       | 3       | 4       | 5       | 6       | 7       | 8       | 9       | 10      | 11      | 12      | 13      | 14      | 15      | 16      | 17      | 18      |
| ATL     | POR     | POR     | POR     | POR     | BRU     | BRU     | BRU     | BRU     | BRU     | BRU     | BRU     | MAR     | MAR     | MAR     | MAR     | MAR     | MAR     |

Clubes que ficaram na última posição da classificação geral (fase inicial) ao final de cada rodada:
| Rodadas | Rodadas | Rodadas | Rodadas | Rodadas | Rodadas | Rodadas | Rodadas | Rodadas | Rodadas | Rodadas | Rodadas | Rodadas | Rodadas | Rodadas | Rodadas | Rodadas | Rodadas |
| Turno   | Turno   | Turno   | Turno   | Turno   | Turno   | Turno   | Turno   | Turno   | Returno | Returno | Returno | Returno | Returno | Returno | Returno | Returno | Returno |
| ------- | ------- | ------- | ------- | ------- | ------- | ------- | ------- | ------- | ------- | ------- | ------- | ------- | ------- | ------- | ------- | ------- | ------- |
| 1       | 2       | 3       | 4       | 5       | 6       | 7       | 8       | 9       | 10      | 11      | 12      | 13      | 14      | 15      | 16      | 17      | 18      |
| CAN     | XVI     | XVI     | XVI     | XVI     | CAN     | XVI     | XVI     | XVI     | XVI     | HER     | HER     | CON     | CON     | CON     | CON     | XVI     | XVI     |

## Quadrangular
O Brusque e o Tubarão iniciaram esta fase com um ponto de bonificação cada, por terem vencido o Turno e Returno respectivamente.
| 1 | Marcílio Dias    | 12 | 6 | 4 | 0 | 2 | 7 | 6  | +1 | 66,7 |
| 2 | Brusque          | 12 | 6 | 4 | 0 | 2 | 9 | 6  | +3 | 55,6 |
| 3 | Atlético Tubarão | 6  | 6 | 2 | 0 | 4 | 7 | 7  | 0  | 38,9 |
| 4 | Concórdia        | 6  | 6 | 2 | 0 | 4 | 7 | 11 | -4 | 33,3 |
| PG - pontos ganhos; J - jogos; V - vitórias; E - empates; D - derrotas; GP - gols pró; GC - gols contra; SG - saldo de gols; AP - aproveitamento em porcentagem |                  |    |   |   |   |   |   |    |    |      |

|  |                       |
|  | Classificado à Final. |

### Confrontos
Para ler a tabela, a linha horizontal representa os jogos da equipe como mandante. A coluna vertical indica os jogos da equipe como visitante.
Jogos do Turno estão em vermelho e os jogos do Returno estão em azul.
|                  | ATT | BRU | CON | MAR  |
| ---------------- | --- | --- | --- | ---- |
| Atlético Tubarão | —   | 0–1 | 3–1 | 4–0  |
| Brusque          | 2–0 | —   | 3–1 | 2–12 |
| Concórdia        | 2–0 | 3–1 | —   | 0–2  |
| Marcílio Dias    | 1–0 | 1–0 | 2–0 | —    |

| Vitória do mandante | Vitória do visitante | Empate |

## Final
O time de melhor campanha na classificação geral, terá o direito do mando de campo na segunda partida da final, além da vantagem do resultado de empate ao final dos critérios de desempate.

## Campeão geral
| Campeonato Catarinense de 2013 - Divisão Especial |
| Itajaí                                            |
| ------------------------------------------------- |
| Marcílio Dias 3º Título                           |

## Principais artilheiros[9]
| Gols | Jogador              | Clube         |
| ---- | -------------------- | ------------- |
| 13   | Alex Goiano          | Tubarão       |
| 13   | Eydison              | Brusque       |
| 8    | Toni                 | Marcílio Dias |
| 7    | Sadan                | Caçador       |
| 6    | Alan                 | Imbituba      |
| 6    | Jean Moser           | Hercílio Luz  |
| 6    | Marcelo              | Canoinhas     |
| 6    | Tardelli             | Marcílio Dias |
| 5    | Juliano              | Marcílio Dias |
| 5    | Leandrinho           | Marcílio Dias |
| 5    | Manú                 | Tubarão       |
| 5    | Rodrigo Jesus        | Marcílio Dias |
| 5    | Rogério Abreu        | Tubarão       |
| 4    | Cidinho              | Brusque       |
| 4    | Cristiano            | Hercílio Luz  |
| 4    | Dinei                | Concórdia     |
| 4    | Elivélton            | Concórdia     |
| 4    | Felipe Oliveira      | Tubarão       |
| 4    | Giba                 | Tubarão       |
| 4    | Ismael Gaúcho        | Concórdia     |
| 4    | João Paulo           | Brusque       |
| 4    | Peixoto              | Concórdia     |
| 4    | Rodrigão             | Tubarão       |
| 4    | Santos               | Brusque       |
| 4    | Willian              | Imbituba      |
| 3    | Alexandre            | Brusque       |
| 3    | Clebinho             | Tubarão       |
| 3    | Dudu                 | Porto-SC      |
| 3    | Mauro                | XV de Indaial |
| 3    | Michel Santos        | Imbituba      |
| 3    | Neguette             | Brusque       |
| 3    | Patrick              | Marcílio Dias |
| 3    | Serginho Catarinense | Brusque       |
| 3    | Yan                  | Porto-SC      |
| 2    | Abner                | XV de Indaial |
| 2    | Acassio              | Caçador       |
| 2    | Buiu                 | Canoinhas     |
| 2    | Bruno                | XV de Indaial |
| 2    | Cacá                 | Marcílio Dias |
| 2    | Cássio Lopes         | Concórdia     |
| 2    | Criciúma             | Porto-SC      |
| 2    | Cristiano            | Canoinhas     |
| 2    | Diego Costa          | Canoinhas     |
| 2    | Edinei               | Caçador       |
| 2    | Ednaldo              | Porto-SC      |
| 2    | Fernandão            | Porto-SC      |
| 2    | Fernando             | Hercílio Luz  |
| 2    | Gustavo              | Concórdia     |
| 2    | Hugo                 | Caçador       |
| 2    | Ildemar              | Caçador       |
| 2    | Jairo                | Canoinhas     |
| 2    | Jeremias             | XV de Indaial |
| 2    | João Paulo           | Marcílio Dias |
| 2    | Laion                | Hercílio Luz  |
| 2    | Leo Breno            | Hercílio Luz  |
| 2    | Leandro Mancha       | Brusque       |
| 2    | Maurício             | Imbituba      |
| 2    | Michel               | Concórdia     |
| 2    | Pedrinho             | Marcílio Dias |
| 2    | Rilber               | Caçador       |
| 2    | Rodrigo Paganelli    | Canoinhas     |
| 2    | Saraiva              | Brusque       |
| 2    | Thiago Ferreira      | Brusque       |
| 2    | Zanatta              | Concórdia     |
| 2    | Zé Carlos            | Concórdia     |

## Maiores públicos
Esses são os cinco maiores públicos do Campeonato:
| Nº | Público[PP] | Mandante      | Placar | Visitante     | Estádio                  | Data           | Rodada   |
| -- | ----------- | ------------- | ------ | ------------- | ------------------------ | -------------- | -------- |
| 1  | 1 380       | Brusque       | 3–1    | Concórdia     | Augusto Bauer            | 26 de setembro | 6ª Quad. |
| 2  | 976         | Brusque       | 2–1    | Marcílio Dias | Augusto Bauer            | 15 de setembro | 3ª Quad. |
| 3  | 847         | Hercílio Luz  | 2–1    | Tubarão       | Aníbal Costa             | 23 de junho    | 7ª       |
| 4  | 829         | Marcílio Dias | 1–0    | Caçador       | Hercílio Luz             | 26 de maio     | 1ª       |
| 5  | 797         | Concórdia     | 0–2    | Marcílio Dias | Domingos Machado de Lima | 11 de setembro | 2ª Quad. |

- PP. ^ Considera-se apenas o público pagante

## Média de público
Essas são as médias de público dos clubes no Campeonato. Considera-se apenas os jogos da equipe como mandante e o público pagante. Em alguns jogos o público pagante não foi computado, e não entraram para esta contagem:
| 1. Marcílio Dias – 604 2. Brusque – 415 3. Canoinhas – 330 4. Tubarão – 286 5. Caçador – 262 | 1. Concórdia – 257 2. Hercílio Luz – 220 3. Porto-SC – 146 4. Imbituba – 124 5. XV de Indaial – 39 |